# Jota2 Cygni
Jota2 Cygni (ι2  Cygni, förkortat Jota2 Cyg, ι2  Cyg) som är stjärnans Bayerbeteckning, ofta helt enkelt kallad Jota Cygni, är en ensam stjärna belägen i den nordvästra delen av stjärnbilden Svanen (stjärnbild). Den har en skenbar magnitud på 3,77 och är synlig för blotta ögat där ljusföroreningar ej förekommer. Baserat på parallaxmätning inom Hipparcosuppdraget på ca 26,9 mas, beräknas den befinna sig på ett avstånd på ca 121 ljusår (ca 37 parsek) från solen.

## Egenskaper
Jota2 Cygni är en blå till vit stjärna i huvudserien av spektralklass A5 V. Den har en uppskattad massa som är ca 1,8 gånger större än solens massa, en radie som är ca 1,9 gånger större än solens och utsänder från dess fotosfär ca 38 gånger mera energi än solen vid en effektiv temperatur på ca 8 220 K.
Baserat på snabba förändringar i styrkan hos en enkeljoniserad absorptionslinje för kalcium i dess spektrum har stjärnan sannolikt en omgivande stoftskiva.